# Canal de Sicilia
El canal de Sicilia o estrecho de Sicilia (en italiano: Canale di Sicilia; en árabe: مضيق صقلية‎, o canal de Kelibia, una ciudad tunecina al sur del canal; en siciliano: Canali di Sicilia o Strittu di Sicilia en francés: Canal du cap Bon o canal de Kélibia) es una parte del mar Mediterráneo localizada entre la italiana isla de Sicilia y la costa africana de Túnez.

## Geografía
Se suele considerar que el canal de Sicilia divide el mar Mediterráneo oriental del occidental, en la parte correspondiente al mar Tirreno y al canal de Cerdeña. En su punto más estrecho, entre el siciliano cabo Feto, cerca de Mazara del Vallo, y el africano cabo Bon, cerca de El Haouaria, en la homónima península de El Haouaria, su anchura es de unos 145 km y su profundidad máxima son 316 metros. La italiana isla de Pantelaria —83 km² y 7679 hab. en 2004— se encuentra en medio del canal y en la parte próxima a la costa siciliana, ya en aguas del Tirreno, se encuentra el pequeño archipiélago de las islas Egadas.
Oceanográficamente, la diferencia entre un estrecho y un canal depende de las masas de agua que están conectadas: si tienen propiedades químicas y físicas (densidad, salinidad y temperatura, principalmente) comparables, entonces se trata de un canal; si las características no son similares, se trata entonces de un estrecho. En este caso hay diferencias significativas entre el Mediterráneo occidental y el oriental, razón por la que la denominación correcta sería la de «estrecho de Sicilia», en contra de uso común.
Las corrientes submarinas en el canal fluyen de este a oeste, pero las corrientes de superficie van en dirección contraria. El inusual fluir de estas aguas es estudiado con interés por los oceanógrafos.